# Ernest Belfort Bax

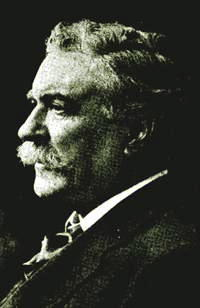
Ernest Belfort Bax

Ernest Belfort Bax (ur. 23 czerwca 1854 w Leamington Spa, zm. 26 listopada 1926) – angielski prawnik, dziennikarz, filozof, historyk, antyfeminista i socjalista, jeden z pierwszych działaczy na rzecz praw mężczyzn.
Jest autorem książek „The Fraud of Feminism”, „The Legal Subjection of Men” i innych.